# Campo Nueva Florida
Campo Nueva Florida är en ort i Mexiko.   Den ligger i kommunen Elota och delstaten Sinaloa, i den centrala delen av landet, 900 km nordväst om huvudstaden Mexico City. Campo Nueva Florida ligger 16 meter över havet och antalet invånare är 108.
Terrängen runt Campo Nueva Florida är platt. Runt Campo Nueva Florida är det ganska tätbefolkat, med 78 invånare per kvadratkilometer. Närmaste större samhälle är La Cruz, 10,7 km sydost om Campo Nueva Florida. Trakten runt Campo Nueva Florida består till största delen av jordbruksmark.